# Tiaropsidium vilaevelebiti
Tiaropsidium vilaevelebiti är en nässeldjursart som först beskrevs av Hadzi 1915.  Tiaropsidium vilaevelebiti ingår i släktet Tiaropsidium och familjen Mitrocomidae. Inga underarter finns listade i Catalogue of Life.